# Synchiropus goodenbeani
Synchiropus goodenbeani is een straalvinnige vissensoort uit de familie van pitvissen (Callionymidae). De wetenschappelijke naam van de soort is voor het eerst geldig gepubliceerd in 1999 door Nakabo & Hartel.